# Афонсу I (маніконго)
Афонсу I (порт. Afonso I) або Мвемба-а-Нзінґа (кон. Mvemba a Nzinga; 1456–1542/1543) — шостий маніконго центральноафриканського королівства Конго. Провів численні військові, економічні та освітні реформи, сприяв християнізації, боровся проти работоргівлі.

## Життєпис

### Молоді роки
Походив з династії Кілукені. Син Нзінґа-а-Нкуву та його стриєчної сестри Нзінґи-а-Нлаза. Народився близько 1456 року, отримавши ім'я Мвемба. 1470 року після смерті діда Нкуву-а-Нтіну його батько стає маніконго держави Конго.
Згодом призначається правителем ключової провінції Нсунді, що фактично дорівнювалося до визнання спадкоємцем трону. 1491 року разом з батьками хрестився, взявши ім'я Афонсу. Здобув гарну освіту, навчаючись у португальських священників та фахівців. 1495 року після того, як його батько-маніконго зрікся християнства, Афонсу запросив священників до провінції Нсунді.

### Панування
1506 року після смерті Жуана I починається боротьба за трон, оскільки в королівстві Конго обирали нового маніконго серед членів правлячої династії. Мати Афонсу — Леонор — приховала факт смерті чоловіка, таємно запросивши сина до столиці Мбанза-Конго, щоб той зміцнив свої позиції. Проти нього виступив зведений брат Мпанзу a Нзінга, що очолив знать, яка була невдоволена християнізацією. Ймовірно за допомогою португальських найманців та радників Афонсу в битві біля столиці завдав нищівної поразки Мпанзу a Нзінга, що загинув.
У 1509 році встановив особисте листування з португальським королем Мануелем I. 1512 року осатнній на прохання маніконго прислав 5 суден з каменярами та теслями для перебудови столиці Конго. Було зведено численні церкви, королівський палац, між 1517 та 1526 роками — кафедральний собор. Саму столицю було перейменовано на Сао-Сальвадор. Водночас прибули 2 німця-друкаря, що заснували першу типографію, де друкувалися Біблії та королівські накази.

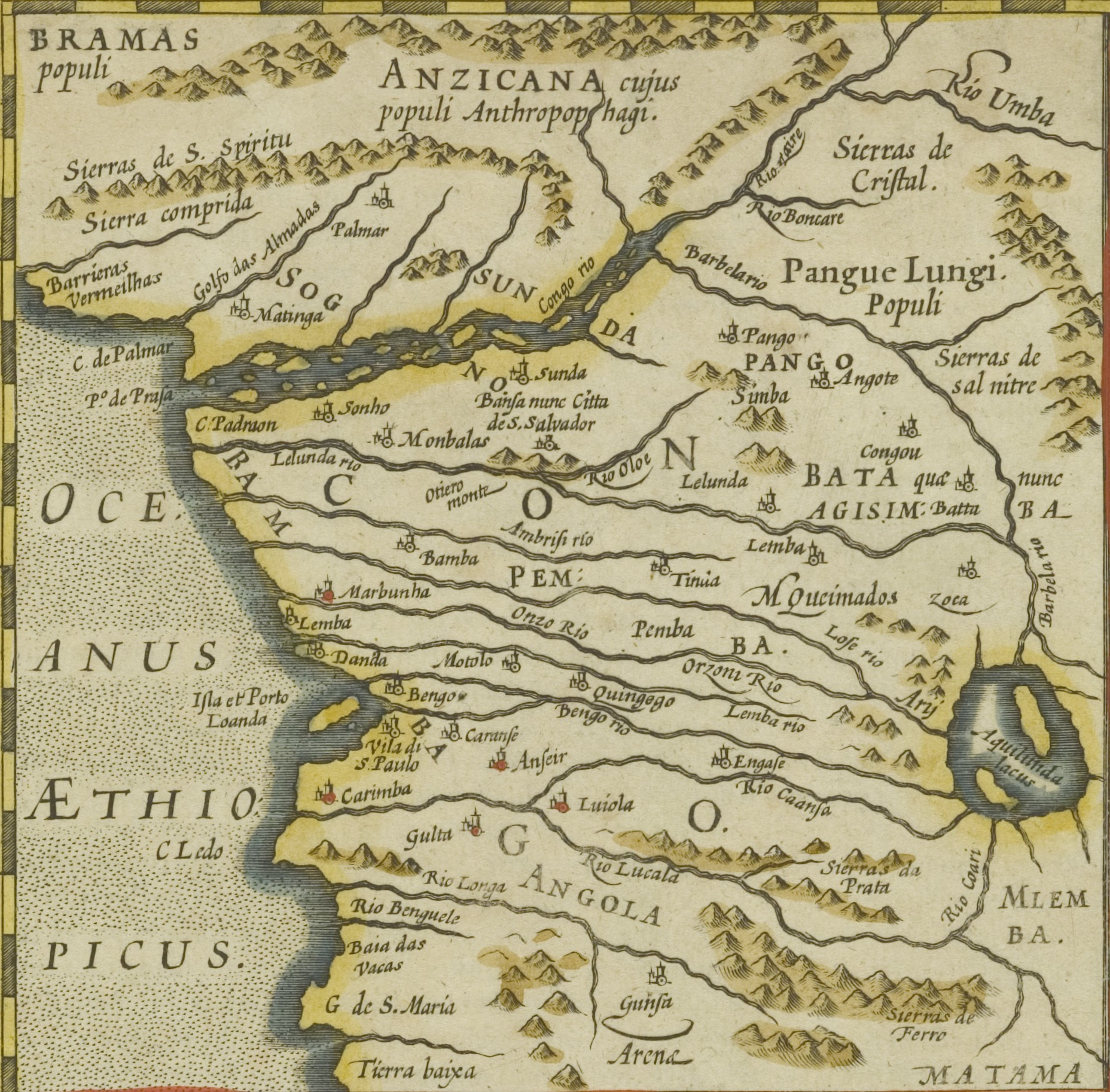
Королівство Конго часів АфонсуI

З 1520-х років встановив контакти з Папським престолом. Разом з тим виступив проти впровадження в Конго карного законодавства Португалії та права на вільний продаж землі, насамперед через побоювання щодо її купівлі португальцями.
Афонсу I намагався зберігати рівноправні стосунки з Португалією. Для цього розпочав політику християнізації населення. Втім, розуміючи силу традицій та звичаїв, прагнув розробити відповідну теологію для злиття релігійних традицій Конго з традиціями християнства.
Започаткував систему шкіл (за прикладом монастирських шкіл Португалії) — спочатку в столиці, потім в провінціях, навіть було відкрито одну школу для дівчат, де навчалася сестра Афонсу I. Крім того, відправив до Португалії та Риму синів знатних конголезців, зокрема й свого — Енріке, для навчання. Енріке отримав сан єпископа, повернувшись до Конго 1521 року в статусі апостоличного вікарія Конго. Разом з тим конгольська аристократія прийняла португальські імена, титули, герби та фасони одягу.
Водночас обмежив права португальських работоргівців в Конго. У відповідь ті намагалися порушувати цей закон, встановлюючи прямі контакти з очільниками провінцій. 1514 року Афонсу I виступив до встановлення королівської монополії на торгівлю рабами з Португалією, також пропонував португальському королю створити конголезький флот для вигнання работоргівців з о. Сан-Томе, що став центром работоргівлі в Гвінейській затоці. Втім не знайшов підтримки.
Лише у 1526 році маніконго поклав край незаконній торгівлі рабами, врегулювавши це питання. Разом з тим частиною експорту Конго окрім рабів та слонової кістки, стають золото, мідь та залізо.
З кінця 1530-х років стосунки з португальськими работоргівцями знову погіршилися, оскільки попит збільшувався, а Афонсу I, що відправляв злочинців та військовополонених, не бажав продавати своїх підданих у рабство.
1540 року після того, як маніконго повністю заборонив вивіз рабів з Конго, португальці під час великодньої меси намагалися вбити маніконго. але невдало. Помер Афонсу I наприкінці 1542 або на початку 1543 року. Йому спадкував син Педру I.